# Brent Petway
Brenton "Brent" LaJames Petway (nacido el 12 de mayo de 1985 en Warner Robins, Georgia) es un jugador de baloncesto estadounidense. Mide 2.05 metros y juega habitualmente en la posición de Ala-pívot. Actualmente se encuentra sin equipo.

## Carrera
Brent Petway, formado en la universidad de Míchigan, ha hecho su carrera en equipos menores y con 28 años le llegó la oportunidad de jugar en la élite. 
Petway ha jugado las dos temporadas en el Olympiacos. La última temporada con un promedio de 6.8 puntos y 5.2 rebotes en la HEBA griega, y 5.5 puntos y 3.7 rebotes por partidos en la Euroliga.
En verano de 2015, el campeón italiano Dinamo Sassari, ha anunciado la contratación de Brent Petway, jugador del Olympiacos las dos últimas campañas.

## Faceta musical
Petway es un tipo peculiar, tiene un disco de rap en el mercado y de hecho es habitual verle cantar después de los partidos o en los All Stars su éxito «No. 1». Pero sus habilidades no se limitan sólo al Hip Hop y en el All Stars de Grecia, donde ganó el concurso de mates, sorprendió a los asistentes micrófono en mano cantando una famosa canción local en un griego casi perfecto. Petway es también un habitual de programas de televisión donde nunca rechaza una invitación a bailar. Con el nombre de «Thunder»  formó parte de los míticos Harlem Globetrotters.